# Новосёлка (Гаврилово-Посадский район)
Новосёлка — село в Гаврилово-Посадском районе Ивановской области России, является центром Новосёлковского сельского поселения.

## География
Село расположено в 8 км на северо-запад от райцентра города Гаврилов Посад.

## История
В списке населённых мест Владимирской губернии 1859 года село фигурирует под названием Глумовская Новосёлка — 47 двор, 257 жителей, церковь православная.
В конце XIX — начале XX века село входило в состав Глумовской волости Юрьевского уезда Владимирской губернии.
С 1929 года село являлась центром Новоселковского сельсовета Гаврилово-Посадского района, с 2005 года село является центром Новосёлковского сельского поселения.

## Население
| 1859 | 1905 | 2010 |
| ---- | ---- | ---- |
| 257  | ↗430 | ↘350 |